# Серпуховской военный институт ракетных войск
Военная академия РВСН имени Петра Великого (Филиал г. Серпухов) (неофициально, а также с 29 августа 1998 года до 15 июля 2009 Серпуховской военный институт ракетных войск) — российское высшее учебное заведение, готовящее кадры для Ракетных войск стратегического назначения. Расположено в городе Серпухове Московской области. Ежегодно выпускает 600 офицеров.

## История вуза
Основан 19 сентября 1941 года, когда Приказом Народного комиссара обороны СССР № 0323 из состава 1-го Московского Краснознамённого военного авиационно-технического училища связи были выделены отдельные школы по специальностям ВВС. Одна из таких школ, размещённая в городе Тушино Московской области, приказом народного комиссара обороны СССР от 5 февраля 1941 года № 049 получила наименование 2-й Московской военной авиационной школы механиков спецслужб ВВС и послужила началом образования института.
С началом Великой Отечественной войны в октябре 1941 года школа была эвакуирована в город Абдулино Чкаловской области для дальнейшего обучения личного состава.
7 марта 1943 года школа авиамехаников возвратилась в Тушино.
В октябре 1943 года ГКО СССР принимает решение о переводе школы из Тушино в город Серпухов Московской области.
18 августа 1944 года школе было вручено на вечное хранение Красное знамя и Грамота Президиума Верховного Совета СССР.
В период с 1946 по 1948 год осуществлён переход к подготовке механиков по специальному оборудованию боевых машин реактивной авиации — шаг к подготовке будущих специалистов—ракетчиков.
Директивой начальника Генерального Штаба ВС СССР от 23 декабря 1948 года № ОРГ/5/96511 2-я Московская военная авиационная школа авиамехаников спецслужб ВВС преобразована в Серпуховское военное авиационно-техническое училище спецслужб ВВС СССР, которое стало готовить офицеров-техников.
15 марта 1960 года Серпуховское училище было включено в состав Ракетных войск стратегического назначения СССР.
Приказом Министра обороны СССР от 10 марта 1962 года № 0027 Серпуховское военное авиационно-техническое училище спецслужб ВВС СССР преобразовано в Серпуховское высшее военное командное училище, в составе двух факультетов. В 1972 году был открыт третий факультет, а в 1977 году — четвёртый.
Приказом Министра обороны СССР от 13 июня 1983 года № 0143 Серпуховское высшее военное командно-инженерное училище имени Ленинского комсомола (командно-инженерное с 1979 года) переименовано в Серпуховское высшее военное командно-инженерное училище ракетных войск имени Ленинского комсомола.
Базовым ракетным комплексом для изучения в 80-е годы был «Пионер» (РСД—10), в конце 80-х годов — «Тополь» (РС-12М), а в 90-е годы ещё и «Тополь-М» (РС-12М2).
Постановлением Правительства Российской Федерации от 29 августа 1998 года № 1009 и в соответствии с Приказом Министра обороны Российской Федерации от 16 сентября 1998 года № 417 Серпуховское высшее военное командно-инженерное училище ракетных войск имени Ленинского комсомола преобразовано в Серпуховской военный институт ракетных войск.
Военный институт в качестве ведущего высшего военно-учебного заведения РВСН внёс значительный вклад в развитие военного искусства РВСН — тактики частей и подразделений, вооружённых ПГРК. На кафедрах военного института совместно с ведущими военными учёными страны были разработаны основные положения тактики маневренных действий частей и подразделений, вооружённых ПГРК, способов их боевого применения. Научно-педагогическая школа военного института стала лидером в становлении и развитии тактики Ракетных войск — составной части тактики Вооруженных Сил России, охватывающей теорию и практику подготовки и ведения сдерживающих и боевых действий частями и подразделениями РВСН. Учёные военного института внесли значительный вклад в разработку теории боевой подготовки и эксплуатации ракетного вооружения.
С 15 июля 2009 года Серпуховской военный институт функционирует в качестве филиала Военной академии РВСН имени Петра Великого.
Становление и развитие вуза неразрывно связано с историей страны и её Вооруженных Сил. Система обучения всегда шла и продолжает идти в ногу с военно-промышленным комплексом страны. Базовым ракетным комплексом для изучения в 80-е годы был «Пионер», в конце 80-х годов — «Тополь», а с 90-х годов еще и «Тополь-М». С 2015 года факультеты филиала приступили к подготовке специалистов для перспективных ракетных комплексов «Ярс» подвижного и стационарного базирования.
Сегодня в филиале академии успешно функционируют 5 факультетов высшего образования и учебный батальон среднего специального образования, который был сформирован в 2015 году. В распоряжении курсантов находятся оснащенные всем необходимым оборудованием: лаборатории, аудитории, классы, читальные залы, стрельбище, автодром, инженерный и химический городки, тактическое поле, учебные командные пункты, стадион с искусственным покрытием, бассейн.
За свою многолетнюю историю ВУЗ подготовил более 25 000 офицеров-ракетчиков, из них более 50 стали генералами, более 30 — докторами наук, командовали объединениями и соединениями РВСН. Среди выпускников вуза: 1 дважды Герой Советского Союза, 3 Героя Советского Союза, 2 Героя Российской Федерации.

### Названия
- с 2009 года Военная академия РВСН имени Петра Великого (Филиал г. Серпухов)[2].
- с 1983 года Серпуховское высшее военное командно-инженерное училище ракетных войск имени Ленинского комсомола.
- с 1979 года Серпуховское высшее военное командно-инженерное училище имени Ленинского комсомола.
- с 1968 года Серпуховское высшее военное командное училище имени Ленинского комсомола.
- с 1962 года Серпуховское высшее военное командное училище.
- с декабря 1948 года Серпуховское военно-авиационное техническое училище.
- с февраля 1941 года 2-я Московская военная авиационная школа механиков спецслужб.

## Структура института

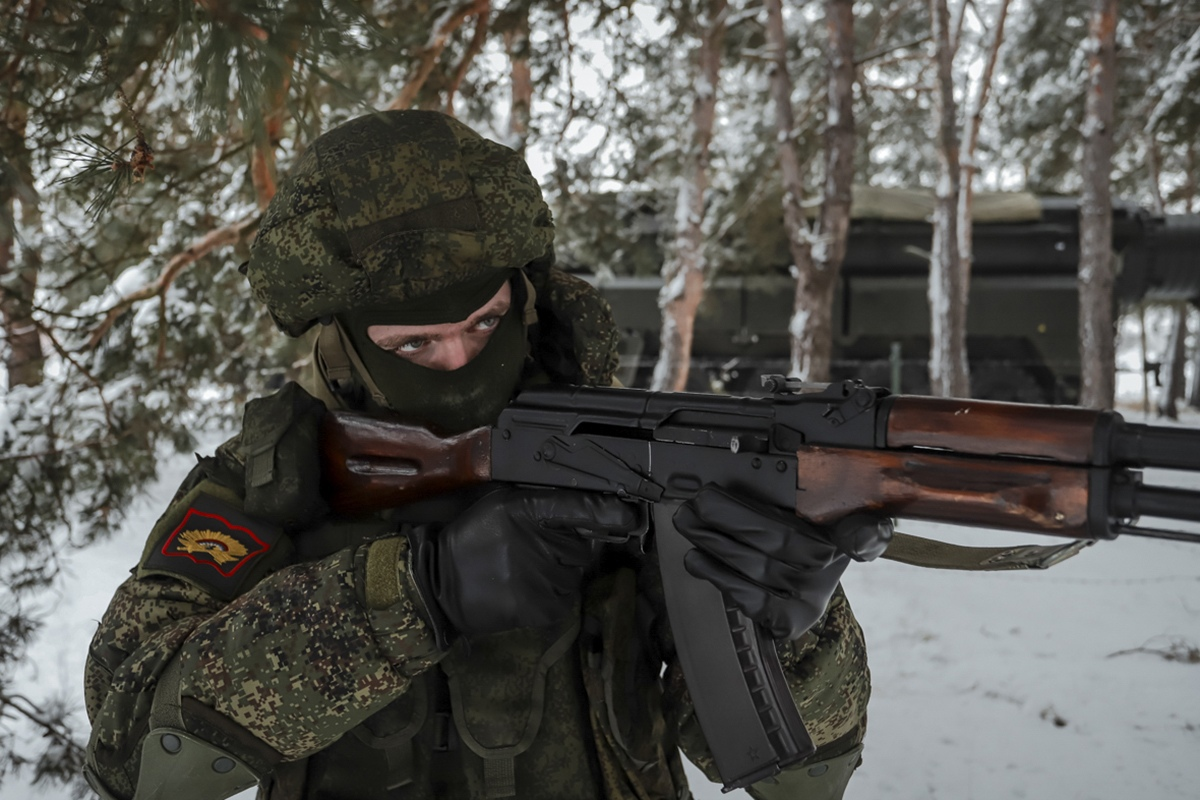
Тактическое учение с выводом подвижного грунтового ракетного комплекса «Тополь»

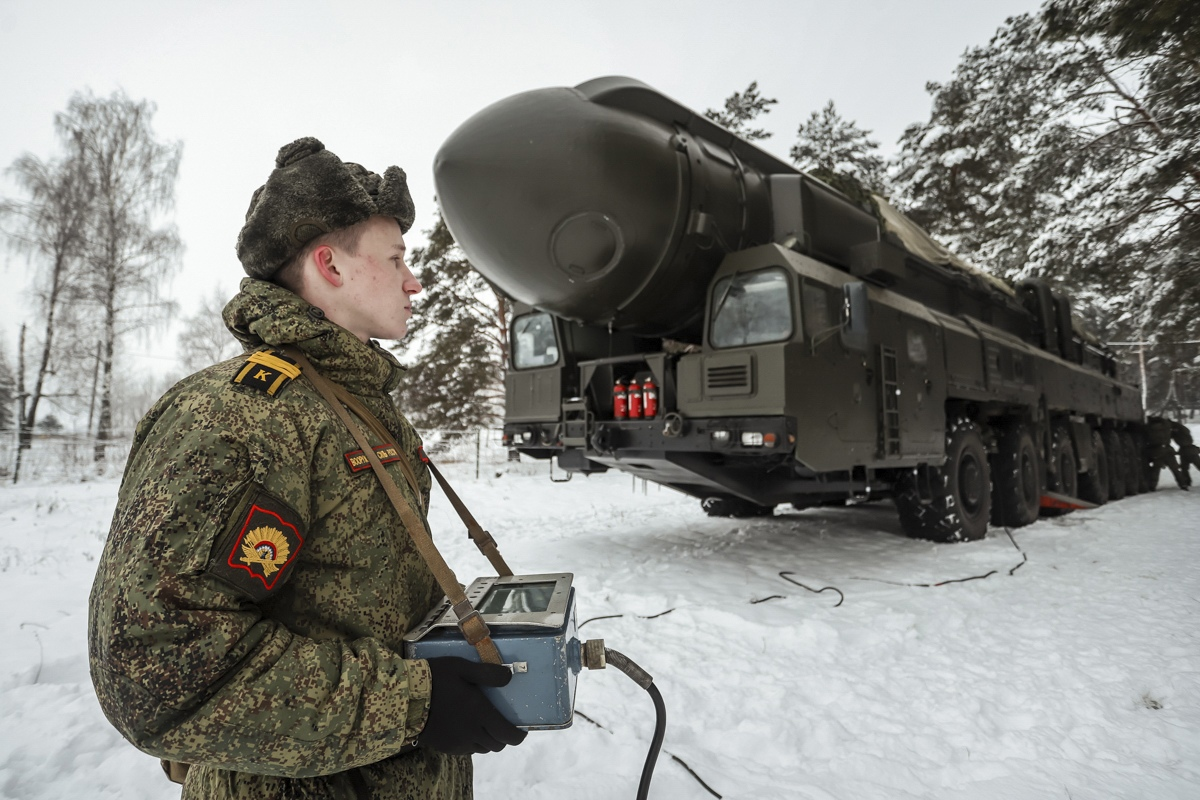
Тактическое учение с выводом подвижного грунтового ракетного комплекса «Тополь»

Отличительной чертой военного института в XXI веке является наличие в его образовательной деятельности двух составляющих: командной и инженерной. Их взаимовлияние обеспечивает кафедрам и факультетам эффективный учебный процесс и плодотворную научно-исследовательскую работу.
В состав института входят:
- Факультет № 1 «Стартовых и технических комплексов ракет»

Создан в 1962 году. Изначально назывался факультет № 1 «Боевого применения ракет и эксплуатации двигателей и наземного механического оборудования». В 1965 году состоялся первый выпуск офицеров для РВСН.
Факультет осуществляет подготовку курсантов военного института по специальностям: стартовые и технические комплексы ракет и космических аппаратов; автомобили и автомобильное хозяйство.

- Факультет № 2 «Системы управления ракет»

Создан в 1962 году.

- Факультет № 3 «Ядерного вооружения»

Создан в 1971 году.

- Факультет № 4 «Автоматизированных систем управления»

Создан в 1977 году, осуществляет подготовку специалистов для РВСН по специальностям: «Автоматизированные системы передачи и обработки информации», «Применение и эксплуатация АСУ ракетных комплексов», «Применение и эксплуатация средств РЭБ».

- Факультет № 5 «Систем и средств связи РВСН»

Создан в 2010 году.

- Батальон курсантов среднего профессионального образования

Создан в 2015 году.

## Специальности
Филиал Военной академии РВСН им. Петра Великого (г. Серпухов Московской области) готовит:
1) Офицеров с высшим образованием (ВО) по следующим специальностям (срок обучения 5 лет):
Факультет № 1 «Стартовых и технических комплексов ракет»:
 — 24.05.01 «Проектирование, производство и эксплуатация ракет и ракетно-космических комплексов» (специализация «Эксплуатация стартовых и технических комплексов и систем жизнеобеспечения»);
 — 23.05.01 «Наземные транспортно-технологические средства» (специализация «Автомобили и тракторы»);
Факультет № 2 «Систем управления ракет»:
 — 24.05.06 «Системы управления летательными аппаратами» (специализация «Системы управления ракет»);
 — 24.05.06 «Системы управления летательными аппаратами» (специализация «Наземные навигационно-геодезические комплексы подготовки исходных данных систем управления летательных аппаратов»);
Факультет № 3 «Ядерного вооружения»:
 — 14.05.04 «Электроника и автоматика физических установок»;
 — 11.05.03 «Применение и эксплуатация средств и систем специального мониторинга»;
Факультет № 4 «Автоматизированных систем управления»:
 — 09.05.01 «Применение и эксплуатация автоматизированных систем специального назначения» (специализация «Применение и эксплуатация автоматизированных систем управления технологическими процессами»);
 — 11.05.02 «Специальные радиотехнические системы» (специализация «Радиотехнические системы и комплексы специального назначения сбора и обработки информации»);
Факультет № 5 «Систем и средств связи РВСН»:
 — 11.05.04 «Инфокоммуникационные технологии и системы специальной связи» (специализация «Системы коммутации и сети связи специального назначения»);
 — 11.05.02 «Специальные радиотехнические системы» (специализация «Радиотехнические системы и комплексы специального назначения сбора и обработки информации»);
2) Прапорщиков со средним профессиональным образованием (СПО) по следующим специальностям:
Факультет № 2 «Систем управления ракет»:
 — 13.02.03 «Электрические станции, сети и системы» (срок обучения 2 года 10 месяцев);
Факультет № 4 «Автоматизированных систем управления»:
 — 10.02.05 «Обеспечение информационной безопасности автоматизированных систем» (срок обучения 2 года 10 месяцев);
Факультет № 5 «Систем и средств связи РВСН»:
 — 11.02.09 «Многоканальные телекоммуникационные системы» (срок обучения 2 года 6 месяцев).

## Управление
Начальник филиала — генерал-майор Баитов Михаил Валерьевич;
Заместитель начальника филиала — полковник Семеновых Сергей Александрович;
Заместитель начальника филиала по учебной и научной работе — полковник Ковальков Денис Анатольевич;
Заместитель начальника филиала по военно-политической работе  — полковник Иващенко Александр Анатольевич;